# Bagheera bicavata
Bagheera bicavata är en spindelart som först beskrevs av Pickard-Cambridge F. 1901.  Bagheera bicavata ingår i släktet Bagheera och familjen hoppspindlar. Inga underarter finns listade.